# Молдовське національне вбрання

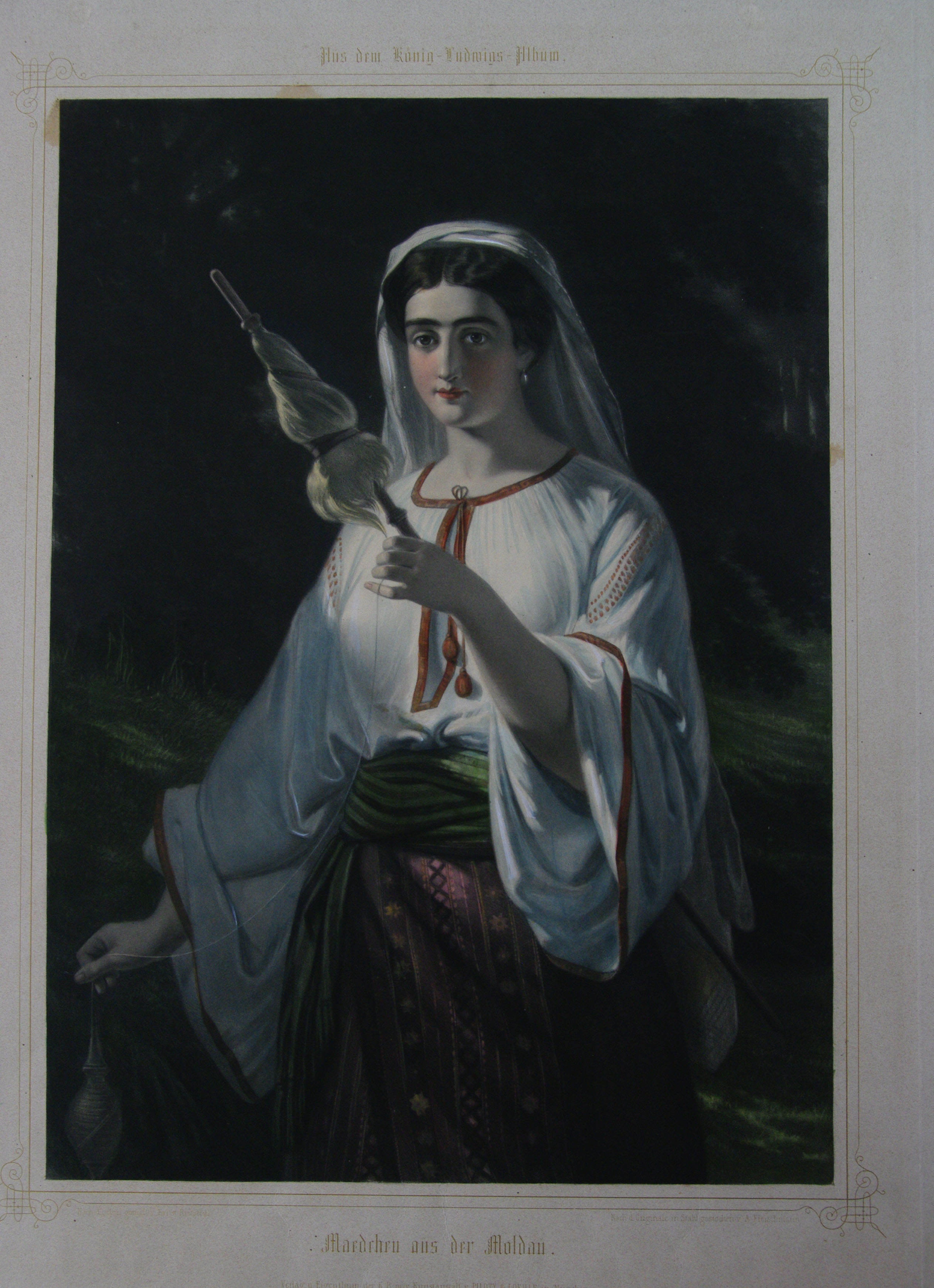
Аґлая Розетті. Робота Андреаса Фляйшмана (1811-1876)

Молдо́вське націона́льне вбрання́ (рум. Portul tradițional moldovenesc) — національний стрій молдованів, сформований усіма етапами історії розвитку Молдови.

## Чоловіче вбрання
Чоловічий: довга біла тунікоподібна сорочка та вузькі білі штани, широкий шкіряний пас або шерстяний пояс, висока каракулева шапка (кушме) або повстяний капелюх (пелериє). Чоловіча тунікоподібна сорочка шилася з конопляного полотна з прямими бочками вставками та ластовицями. Така сорочка коміра не мала. Чоловіки гірських районів - пастухи носили вузькі штани - ізцарь, а жителі-землероби штани широкого українського типу або ізмене. Пастухи носили також хутряний одяг без рукавів та кожухи вивернуті хутром доверху - губе, бурка. Чоловіки носили в одному вусі сережку. Заможні носили також рід шуби - покритої шерстяною тканиною - контеш.

## Жіноче вбрання
Довга біла вишита сорочка, незшите шестяне поясне вбрання — катринце, шерстяний пояс, головний убір — мараме. Жіночі сорочки були двох видів: тунікоподібні та з цільнокроєним рукавом. В основному сорочки не мали коміра. Невеликий комір-стійка був поширений лише на лівобережжі Дністра та на Буковині. Катринце — це незшита спідниця, аналогічна українській обготці, якою обгортали стан і часом піднімали одну полу. Шириною катрінце була ~ 1.40 см. і довжиною 80 см. Окрім катринце, жінки носили також фоте з двох шестяних полотнищ. В кінці 19 ст. фоте носили на півдні Бессарабії, в деяких селах на півночі, а також на Закарпатті та в молдовських селах північної Буковини, де вона мала назву задие. На голові одружені жінки носили керпе та мараме. Мараме подібна на українську намітку, шириною 0,5 метра та довжиною 2 м.
Як чоловіки, так і жінки носили по сорочці одяг без рукавів — пептар, а також свиту (суман) і зимою кожок. Кожок на відмінну від українського був неприталений. Сумани шилися тунікоподібним кроєм, без коміра та з клиноподібними вставками по боках. Зверху одягався широкий плащ — манта ку глуге.

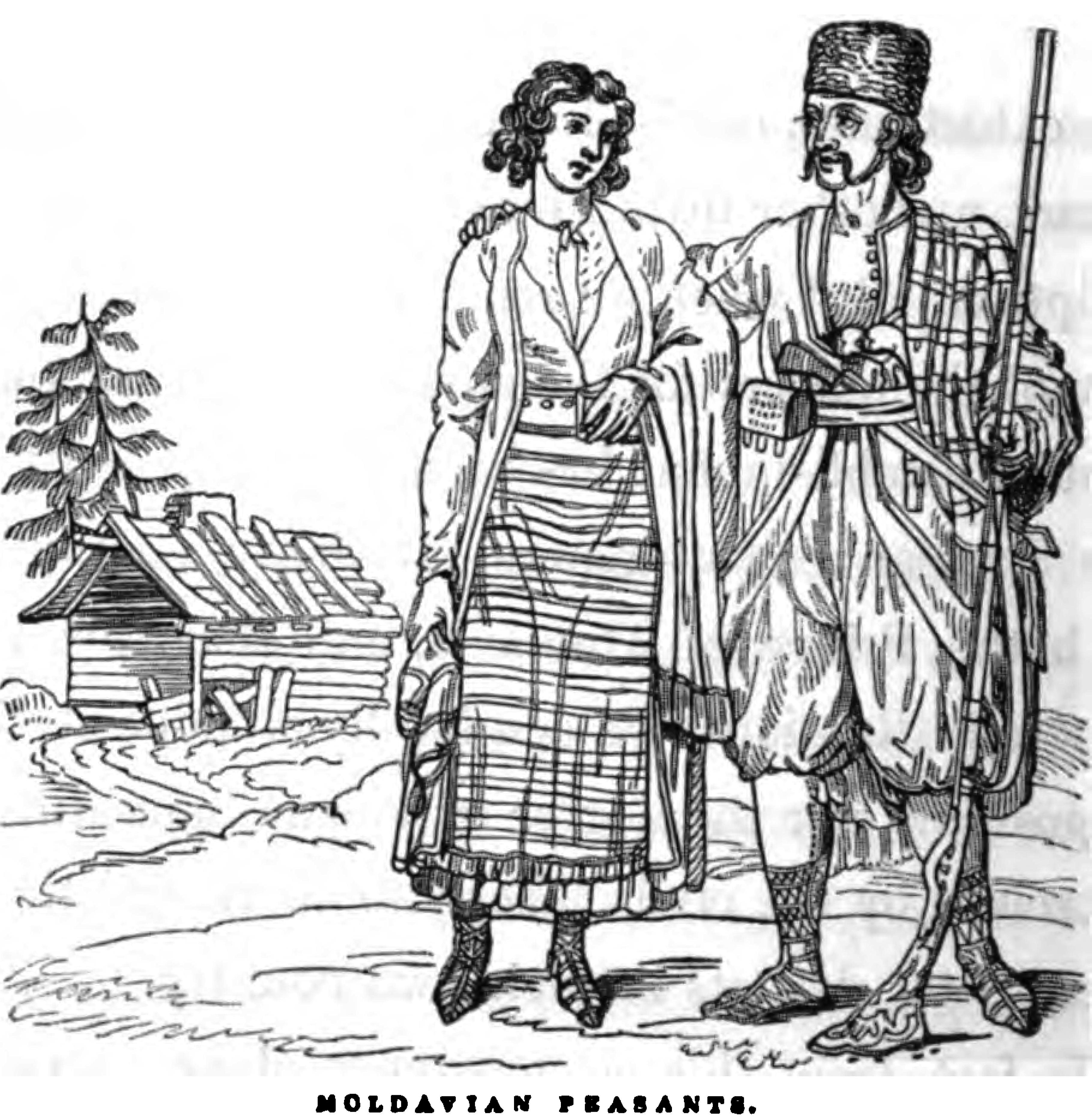
1838 p.
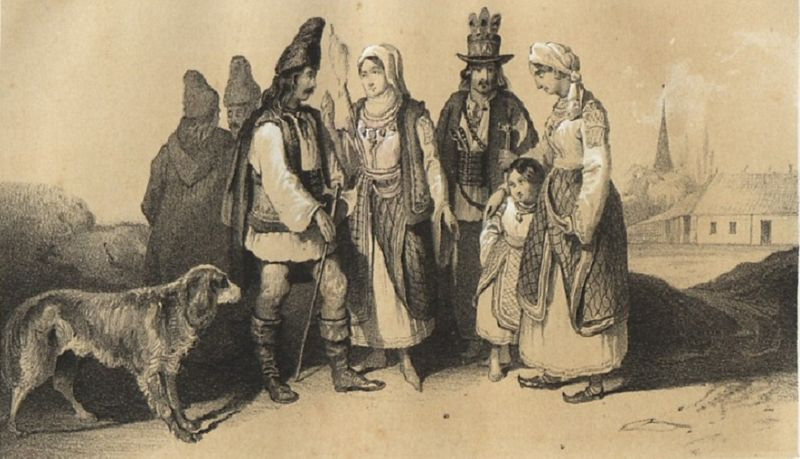
1845 p. Ліворуч - молдовани, праворуч - гуцули.
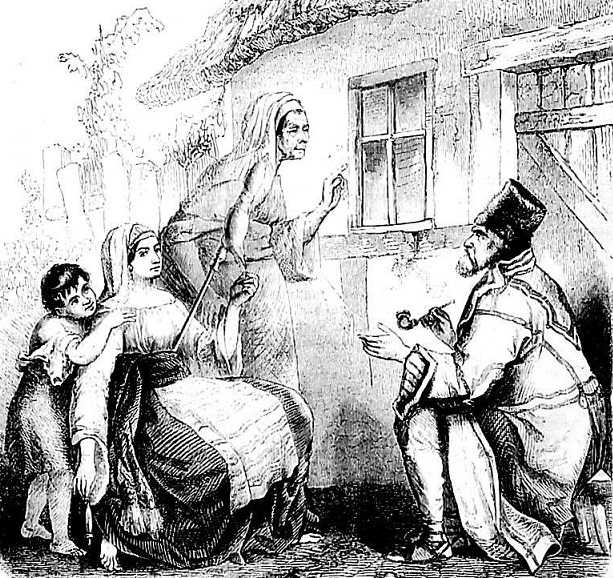
1860 p.
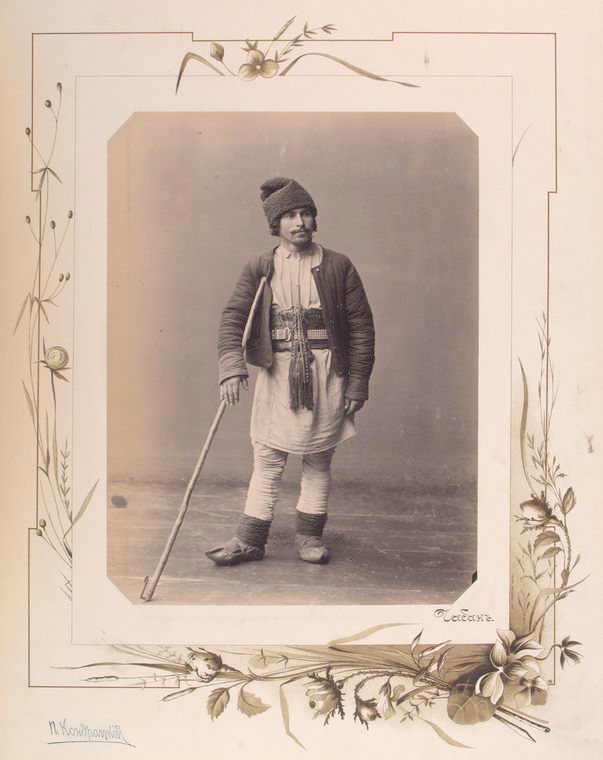
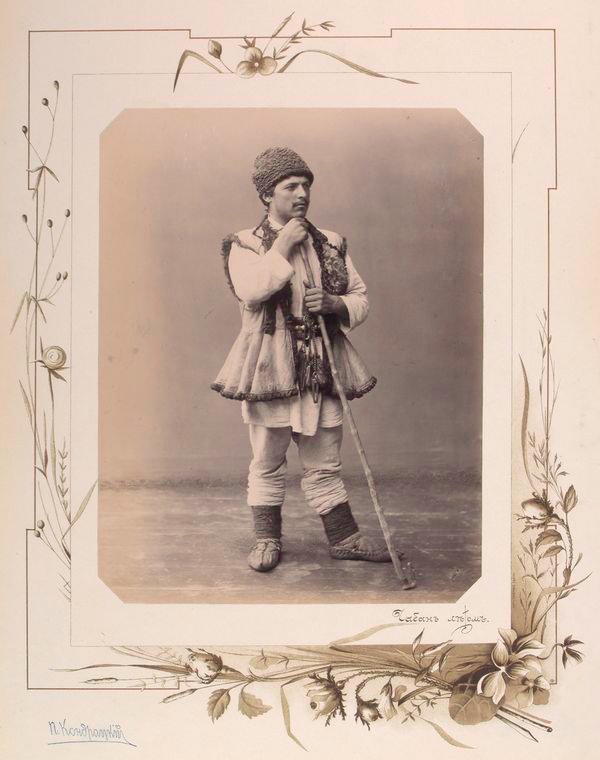
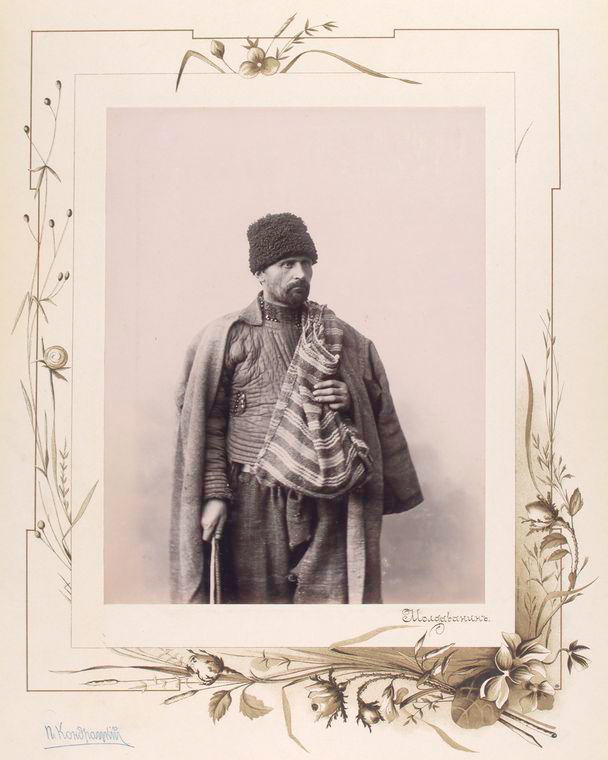
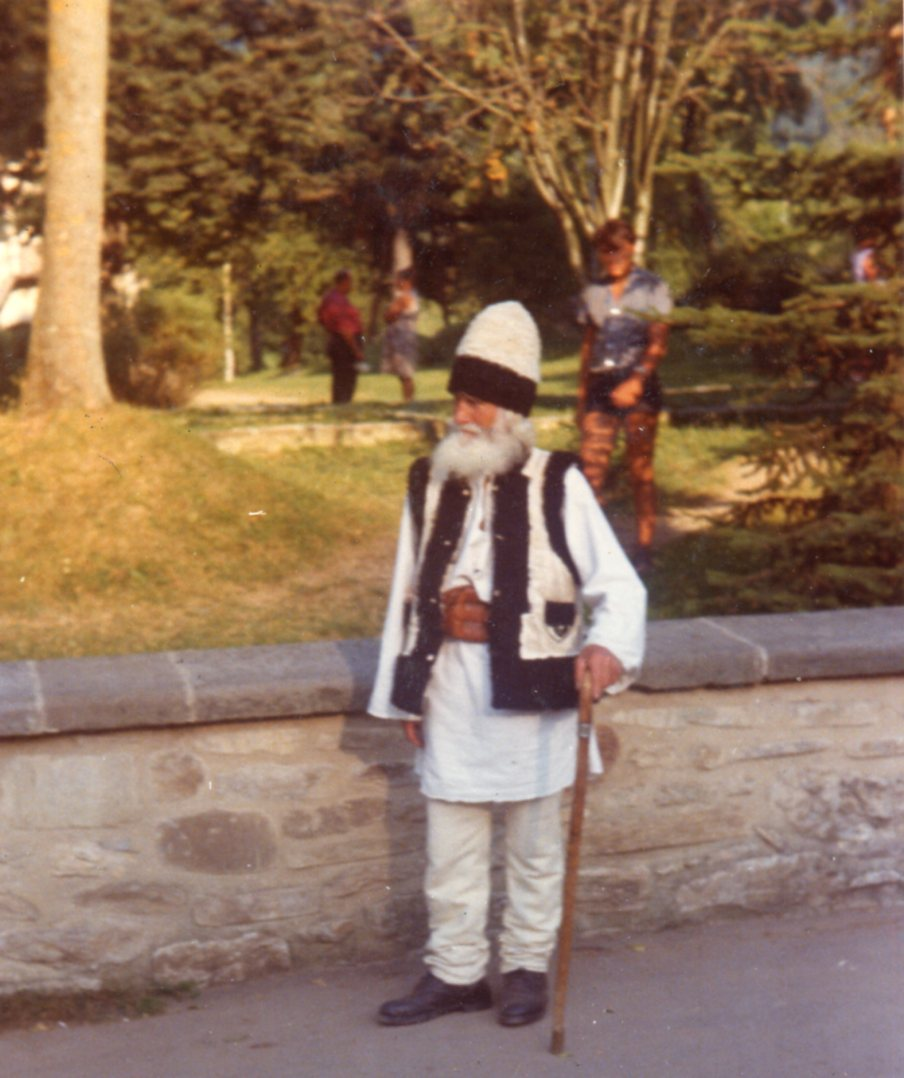